# Max Elliott Slade
Max Elliott Slade (Pasadena, California, 4 de julio de 1980) es un actor estadounidense conocido por interpretar a Jeffrey "Colt" Douglas en la trilogía de 3 Ninjas.

## Filmografía
| Películas  | Películas             | Películas              | Películas           |
| Año        | Película              | Papel                  | Notas               |
| ---------- | --------------------- | ---------------------- | ------------------- |
| 1989       | Parenthood            | Joven Gil Buckman      |                     |
| 1992       | 3 Ninjas              | Jeffrey 'Colt' Douglas |                     |
| 1993       | 3 Ninjas contraatacan | Jeffrey 'Colt' Douglas |                     |
| 1994       | 3 Ninjas al rescate   | Jeffrey 'Colt' Douglas |                     |
| 1995       | Apolo 13              | James 'Jay' Lovell     |                     |
| 1996       | The Sweeper           | Joven Mark             |                     |
| 2008       | Frost/Nixon           | Operador de cámara     |                     |
| 2019       | We Are Love           | Bobby                  | Cortometraje        |
| Televisión |                       |                        |                     |
| Año        | Título                | Papel                  | Notas               |
| 1990       | Parenthood            | Kevin Buckman          | 12 episodios        |
| 1991       | To the Moon, Alice    | Willy                  | Película para la TV |